# Lars Forstéen
Lars Forstéen, född på 1600-talet, död 1727, var en finsk rådman, riksdagsledamot och politiker.

## Biografi
Lars Forstéen föddes på 1600-talet och arbetade som rådman i Helsingfors. Han avled 1727.
Forstéen var riksdagsledamot för borgarståndet i Helsingfors vid riksdagen 1710, riksdagen 1713–1714 och riksdagen 1719.